# 阿武松部屋

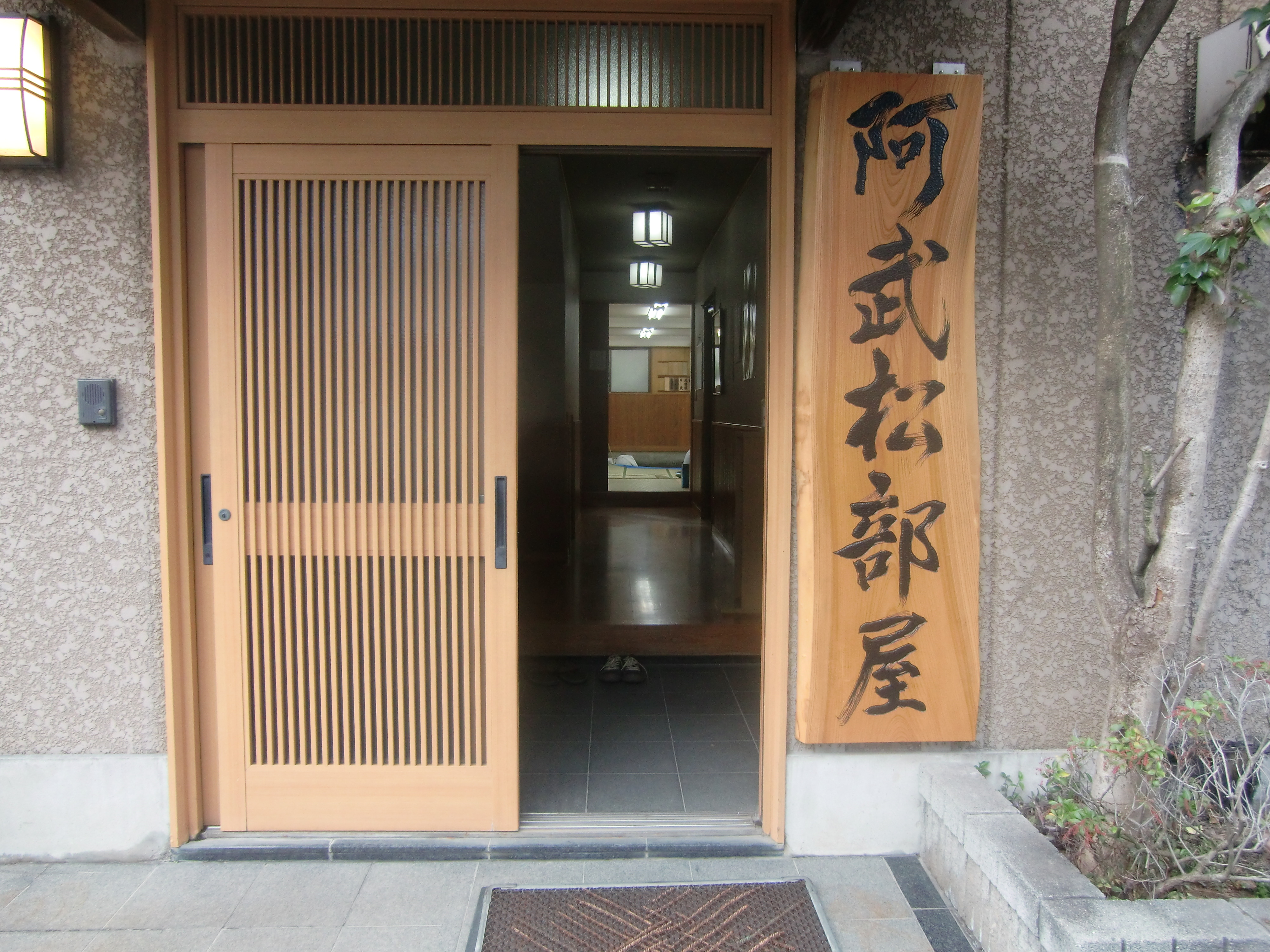
阿武松部屋

阿武松部屋（おうのまつべや）は、日本相撲協会所属で二所ノ関一門の相撲部屋。

## 歴史
1990年（平成2年）7月場所限りで現役を引退し、以降は押尾川部屋の部屋付き親方として後進の指導にあたっていた年寄・15代錣山（元関脇・益荒雄）は、1992年（平成4年）9月に年寄名跡・阿武松を出羽海部屋所属の11代阿武松（元小結・大晃）から正式に取得して年寄・12代阿武松を襲名し、同時に押尾川部屋の師匠である17代押尾川（元大関・大麒麟）に分家独立を申し出たところ、師匠に相談せずに分家独立を計画していたこと、二所ノ関一門の外から名跡を取得したことの二点が押尾川の逆鱗に触れ破門されたために、大鵬部屋へ移籍した。
その後、1994年（平成6年）10月に12代は大鵬部屋から分家独立して阿武松部屋を創設した。しばらくは一番弟子の大名（後の幕下・阿武若）しか弟子がおらず、2LDKのマンションで当時独身だった12代と弟子1人の2人暮らしと苦しい出発となったが、1995年4月に現在の千葉県習志野市鷺沼で部屋開きを行った。
2001年1月場所において小緑が新十両へ昇進し、部屋史上初となる関取が誕生した。2005年5月場所には片山が新入幕を果たした。学生相撲出身者を積極的にスカウトして、片山以降は専修大学出身の力士が多くなっている。所属力士の四股名には、主に「阿武」「松」「荒」「緑」（「緑」は横綱・阿武松緑之助から）が付けられることが多い。
2010年1月に行われた日本相撲協会理事選挙において、貴乃花親方（元横綱・貴乃花）が二所ノ関一門内の事前調整を拒否して独自に立候補を表明し、12代は貴乃花親方に対する支援を表明して貴乃花親方へ投票したために、部屋はそれまで所属していた二所ノ関一門から事実上の破門扱いを受けた。その後は貴乃花親方が率いる「貴乃花グループ」に参加して、グループでの合同稽古を行うなどの活動を行っていた。グループが一門となった後の2018年2月1日に12代は理事選に立候補し、当選。同年6月に貴乃花親方が一門を離脱し、同年7月の理事会で全ての親方が五つある一門のいずれかに所属することが決定されたため、同年9月21日に旧貴乃花一門の大嶽、千賀ノ浦、無所属の錣山、立田川、湊とともに二所ノ関一門に加入を申請して認められた。
2019年9月、12代が高血圧など体調不良を理由に日本相撲協会を退職する意向を示した。9月場所終了後、同月26日の相撲協会理事会において、12代と21代音羽山（元前頭・大道）との名跡交換を行い、22代音羽山となった先代は同日付で退職。代わって13代の阿武松部屋継承が承認された。

## 不祥事
2010年に発覚した大相撲野球賭博問題において、警視庁の一連の捜査において阿武松部屋を中心に角界への野球賭博が広がったとみられることを理由として、同年7月7日に阿武松部屋が賭博容疑で警視庁の家宅捜索を受けた。日本相撲協会からは、賭博に関与した所属力士9人が謹慎処分、元十両・小緑の古市及び床山・床池が解雇処分、師匠阿武松が監督責任を問われ、委員から平年寄への2階級降格（10年間昇格見送り）処分を、それぞれ受けた。2011年1月26日には力士らから賭け金を集めたとして、賭博開帳図利の容疑で古市とその母親と元幕下・松緑、同幇助の容疑で元幕下・梓弓の4人が逮捕された。同年3月17日には賭博罪で所属力士の十両・大道、幕下・大和富士、三段目・能登桜が東京簡易裁判所に略式起訴された。

## 所在地
- 千葉県習志野市鷺沼5-15-14
- JR総武本線、京成千葉線各幕張本郷駅徒歩10分

## 師匠
- 12代：阿武松広生（おうのまつ ひろお、関脇・益荒雄、福岡）
- 13代：阿武松健二（おうのまつ けんじ、前頭8・大道、東京）

## 部屋付き親方
- 不知火匡也（しらぬい まさや、小結・若荒雄、千葉）

## 力士

### 現役の関取経験力士
- 阿武剋一弘（前3・モンゴル）13代弟子
- 勇磨猛（十13・大阪）12代、13代弟子

### 幕内
小結
- 若荒雄匡也（千葉）12代弟子
- 阿武咲奎也（青森）12代、13代弟子

前頭
- 阿夢露光大（前5・ロシア）12代弟子
- 大道健二（前8・東京）12代弟子
- 片山伸次（前13・静岡）12代弟子

### 十両
- 益荒海幸太（十5・愛知）12代弟子
- 丹蔵隆浩（十6・石川）12代弟子
- 慶天海孔晴（十11・鹿児島）12代、13代弟子
- 古市貞秀（十12・大阪）12代弟子